# The Puny Soul of Peter Rand
The Puny Soul of Peter Rand è un cortometraggio muto del 1915 diretto da Francis J. Grandon.

## Produzione
Il film fu prodotto dalla Selig Polyscope Company.

## Distribuzione
Distribuito dalla General Film Company, il film - un cortometraggio in una bobina - uscì nelle sale cinematografiche statunitensi il 17 marzo 1915.